# La Clara i el drac màgic
La Clara i el drac màgic (ucraïnès: Клара та чарівний дракон; transcrit com a Klara ta txarivni drakon) és una pel·lícula d'aventures fantàstica animada per ordinador ucraïnesa del 2019 dirigida per Oleksandr Klimenko a partir d'un guió del mateix Klimenko i de Serhi Hrabar. Produïda per Image Pictures, es va estrenar als cinemes d'Ucraïna el 26 d'octubre de 2019. S'ha doblat i subtitulat al català.

## Premissa
Un dia, la Clara, que viu en una petita casa amb tres micos, troba un drac màgic en un bosc. Després d'una deliberació, la Clara, juntament amb dos amics, un os rentador alegre i un nan malhumorat, decideixen ajudar el petit drac intentant trobar la seva llar. No obstant això, sense que ells ho sàpiguen, les Forces del Mal estan intentant caçar no només el drac, sinó que ara també la Clara i els seus amics.